# Velocidad relativista
Se considera una velocidad relativista aquella que representa un porcentaje significativo de la velocidad de la luz y que por ello obliga a tener en cuenta los efectos de la relatividad especial a la hora del estudio científico.
Se llaman partículas relativistas a las partículas elementales que se mueven a velocidades relativistas. Cuando la velocidad de una partícula es un porcentaje significativo de la velocidad de la luz aparecen diversos efectos relativistas importantes como la dilatación temporal o la contracción de longitudes. Una magnitud que mide adecuadamente estos efectos relativistas de la velocidad es el factor de Lorentz

{\displaystyle \gamma ={\frac {1}{\sqrt {1-{\cfrac {v^{2}}{c^{2}}}}}}}

Para {\displaystyle v\geq 0,20c} el factor de Lorentz difiere en más de un 2% de la unidad, y por tanto, tiene efectos claramente medibles, pero solo para velocidades {\displaystyle v\geq 0,75c} el efecto relativista se aleja de las predicciones de la mecánica clásica más de un 50%.